# Medardo R. Farías
Medardo R. Farías (Florida, 25 de junio de 1898 − 1 de abril de 1960) fue un General y pionero de la aviación uruguaya. En 1950, fue uno de los redactores del proyecto que buscó crear una Fuerza Aérea independiente en Uruguay, siguiendo el ejemplo de muchos otros Estados en el mundo que habían confirmado la importancia estratégica de una aviación militar independiente, con base a las lecciones aprendidas durante el transcurso de la Segunda Guerra Mundial. Tras la consolidación del proyecto el 4 de diciembre de 1953, se convirtió en el primer inspector general de la nueva e independiente Fuerza Aérea Militar, cuyo cargo en la actualidad equivale al de comandante en jefe de la Fuerza Aérea Uruguaya.

## Biografía

### Formación
Medardo R. Farías nació el 25 de junio de 1898 en Florida, capital del departamento homónimo, Uruguay. A sus 17 años de edad, ingresó a la Escuela Militar del Ejército Nacional, egresando como Alférez del Arma de Artillería en enero de 1919. Dado su interés por la aeronáutica, en 1921 ingresó a la Escuela Militar de Aviación, formando parte del segundo curso de pilotaje que fue brindado por la escuela en el país, y en donde se recibió como piloto militar en 1923. Sin embargo, poco después de 1926, y con motivo de nuevos destinos dentro del Ejército Nacional, Farías debió regresar al Arma de Artillería, aunque no llegó a desvincularse personalmente de la aviación, lo que incluyó la compra de un biplano Curtiss JN y un monoplano Potez 36, junto al entonces Teniente Oscar D. Gestido, futuro 32.º presidente Constitucional de Uruguay, y el fotógrafo Juan C. Gambarini, quienes también formaban parte del Ejército Nacional.

### Aeronáutica Militar
En 1932, finalmente, pudo reincorporarse a la Escuela Militar de Aviación como piloto instructor y de escuadrilla, mientras que en 1935, cuando se encontraba ostentando la jerarquía de Mayor, pasó a formar parte de la Aeronáutica Militar, una primera organización de la aviación militar como parte del Ejército Nacional en Uruguay. Como parte de ella, y tras haber sido designado como Agregado Aéreo de Uruguay ante el Reino de Italia en 1937, tuvo la posibilidad de estudiar junto a la Regia Aeronáutica y convertirse en el primer piloto uruguayo que visitó Eritrea, África, como parte de una estadía con la aviación colonial del Reino de Italia, lo que incluyó una visita al frente de operaciones contra el Imperio de Etiopía, durante la segunda guerra italo-etíope.
Tras su regreso a Uruguay, en 1938, llegó a ser Jefe de la Base Aeronáutica N.º 1 en Carrasco, y llevó a cabo las gestiones de transformar al 10 de agosto en el día de los mártires de la aviación militar en Uruguay, conmemorando el fallecimiento del Capitán Juan Manuel Boiso Lanza, en 1918. Posteriormente, también alcanzó a ejercer la dirección de la Escuela Militar de Aeronáutica.

### Creación de la Fuerza Aérea
Con el grado de Coronel, entre los años 1945 y 1950, redactó y elevó a la superioridad, un proyecto de creación para una Fuerza Aérea independiente que fue inicialmente conocida como la Fuerza Aérea Nacional, y luego Fuerza Aérea Militar. Junto al Coronel Oscar D. Gestido, ello se basaba siguiendo el ejemplo de muchos otros Estados en el mundo, y que habían optado por este camino, con base a las lecciones aprendidas durante el transcurso de la reciente Segunda Guerra Mundial. Su trabajo, como parte del proyecto, se llevó a cabo previo a su designación como director general de la Aeronáutica Militar en 1952, y para lo cual fue ascendido al grado de General. Finalmente, con la aprobación de la Ley N.º 12.070 publicada el 27 de noviembre de 1953 por parte de la Asamblea General y promulgada el día 4 de diciembre de 1953, se materializó la creación de la Fuerza Aérea Militar, independizándose del Ejército Nacional y pasando a estar, en un mismo pie de igualdad, junto al Ejército y la Armada Nacional como una nueva integrante de las Fuerzas Armadas de la República Oriental del Uruguay.
Se designó entonces al General Farías, por medio del Decreto del Poder Ejecutivo N.º 23 117 del 16 de diciembre de 1953, como su primer Inspector General, lo que a su vez fue establecido mediante la Orden de la Inspección General de la Fuerza Aérea N.º 1 de fecha 19 de diciembre de 1953, en donde se produjo su nombramiento.
Desde aquel momento, la Fuerza Aérea se encontró bajo su mando hasta el 1 de marzo de 1955, cuando fue sucedido por el General Hernán S. Barú, cuya vinculación con la aviación se remontaba a 1923. Tras cesar sus funciones en la Fuerza Aérea, Farías pasó entonces a prestar servicios en el Ministerio de Defensa Nacional, hasta que el 14 de marzo de 1957 pasó a situación de retiro. Finalmente falleció el 1 de abril de 1960, a sus 62 años de edad.

## Homenajes
- La promoción de la Escuela Militar de Aeronáutica del año 1962, en su honor, llevó el nombre "Gral. Medardo R. Farías".[6][7]
- Dentro del Comando General de la Fuerza Aérea Uruguaya, fue nombrado el Salón de Conferencias "Gral. Medardo R. Farías", en donde normalmente se realizan las ceremonias de ascenso de los nuevos Oficiales Superiores y Generales de la Fuerza Aérea Uruguaya.[8][9]